# Lista de inscritos no Livro de Aço dos Heróis e Heroínas da Pátria

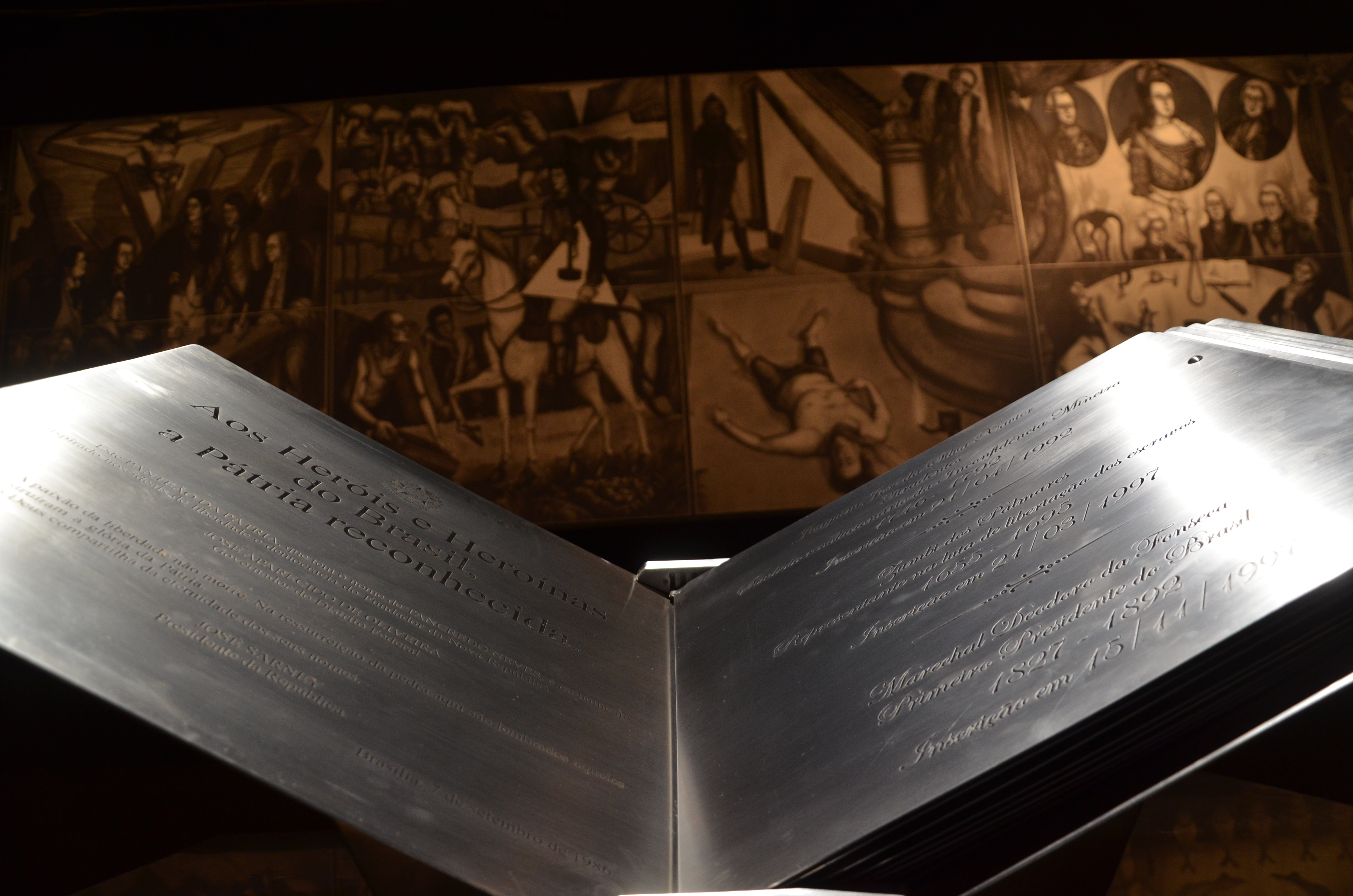
Livro de Aço dos Heróis e Heroínas da Pátria

Esta é uma lista de inscritos no Livro de Aço dos Heróis e Heroínas da Pátria por meio da aprovação de lei do Congresso Nacional e a subsequente cerimônia in memoriam de fato representativo da vida do homenageado no Panteão da Pátria e da Liberdade Tancredo Neves, em Brasília.
Apenas pessoas falecidas, ou presumidas mortas, por ao menos dez anos, podem ser homenageados com a distinção. As duas primeiras pessoas a receberem os títulos de heróis da pátria foram Joaquim José da Silva Xavier, o Tiradentes, e Deodoro da Fonseca, primeiro presidente do Brasil. Até o presente momento, a última pessoa a ser homenageada foi Darcy Ribeiro, em novembro de 2024.

## Homenageados
| Nº | Nome                                                                  | Imagem               | Notas | Lei    | Ano  | Referências e notas          |
| -- | --------------------------------------------------------------------- | -------------------- | --- | ------ | ---- | ---------------------------- |
| 1  | Joaquim José da Silva Xavier vulgo "Tiradentes"                       |                      | Líder da Inconfidência Mineira | 7.919  | 1989 | [ 3 ]                        |
| 1  | Manuel Deodoro da Fonseca                                             |                      | Militar, veterano da Guerra do Uruguai e da Guerra do Paraguai, proclamador da República e primeiro presidente do Brasil.                             | 7.919  | 1989 | [ 3 ]                        |
| 2  | Francisco Zumbi vulgo Zumbi dos Palmares                              |                      | Líder do Quilombo dos Palmares | 9.315  | 1996 | [ 4 ]                        |
| 3  | Dom Pedro I do Brasil                                                 |                      | Primeiro Imperador do Brasil | 9.828  | 1999 | [ 5 ] [ nota 1 ]             |
| 4  | Luís Alves de Lima e Silva Duque de Caxias                            |                      | Patrono do Exército Brasileiro. Herói da Guerra do Paraguai.                                                                                          | 10.641 | 2003 | [ 6 ]                        |
| 5  | José Plácido de Castro                                                |                      | Político, militar e líder da Revolução Acriana | 10.440 | 2004 | [ 7 ]                        |
| 6  | Joaquim Marques Lisboa Marquês de Tamandaré                           |                      | Patrono da Marinha do Brasil. Herói da Guerra do Paraguai                                                                                             | 10.796 | 2004 | [ 8 ]                        |
| 7  | Francisco Alves Mendes Filho vulgo "Chico Mendes"                     |                      | Seringueiro, sindicalista, político e ambientalista                                                                                                   | 10.952 | 2004 | [ 9 ]                        |
| 8  | Francisco Manuel Barroso da Silva Barão do Amazonas                   |                      | Militar e herói da Guerra do Paraguai | 11.120 | 2005 | [ 10 ]                       |
| 9  | José Bonifácio de Andrada e Silva                                     |                      | Político e Patriarca da Independência do Brasil | 11.135 | 2005 | [ 11 ]                       |
| 10 | Alberto Santos Dumont                                                 |                      | Inventor e pioneiro da aviação | 11.298 | 2006 | [ 12 ]                       |
| 11 | Joaquim do Amor Divino Rabelo vulgo "Frei Caneca"                     |                      | Clérigo, Líder da Revolução Pernambucana e da Confederação do Equador                                                                                 | 11.528 | 2008 | [ 13 ] [ nota 2 ]            |
| 12 | Manuel Luís Osório Marquês do Herval                                  |                      | Militar e herói da Guerra do Paraguai. Patrono da Cavalaria do Brasil                                                                                 | 11.680 | 2008 | [ 14 ] [ nota 3 ]            |
| 13 | Ildefonso Pereira Correia Barão do Serro Azul                         |                      | Empresário, agricultor, político e mártir da Revolução Federalista                                                                                    | 11.863 | 2008 | [ 15 ] [ nota 4 ]            |
| 14 | Antônio de Sampaio                                                    |                      | Militar e herói da Guerra do Paraguai. Patrono da Infantaria do Brasil.                                                                               | 11.932 | 2009 | [ 16 ]                       |
| 15 | José Tiaraju vulgo "Sepé Tiaraju"                                     |                      | Chefe e guerreiro indígena. Líder da Guerra Guaranítica                                                                                               | 12.032 | 2009 | [ 17 ] [ nota 5 ]            |
| 16 | Ana Justina Ferreira Néri                                             |                      | Enfermeira na Guerra do Paraguai | 12.105 | 2009 | [ 18 ]                       |
| 17 | Hipólito José da Costa Pereira Furtado de Mendonça                    |                      | Jornalista e fundador do primeiro jornal brasileiro.                                                                                                  | 12.283 | 2010 | [ 19 ]                       |
| 18 | José de Anchieta                                                      |                      | Padre jesuíta, santo católico e fundador da cidade de São Paulo                                                                                       | 12.284 | 2010 | [ 20 ]                       |
| 19 | Getúlio Dornelles Vargas                                              |                      | Político, fazendeiro e advogado. 14º e 17º presidente do Brasil                                                                                       | 12.326 | 2010 | [ 21 ]                       |
| 20 | João de Deus Nascimento                                               |                      | Líderes e mártires da Conjuração Baiana. | 12.391 | 2011 | [ 22 ]                       |
| 20 | Manuel Faustino dos Santos Lira                                       |                      | Líderes e mártires da Conjuração Baiana. | 12.391 | 2011 | [ 22 ]                       |
| 20 | Luís Gonzaga das Virgens                                              |                      | Líderes e mártires da Conjuração Baiana. | 12.391 | 2011 | [ 22 ]                       |
| 20 | Lucas Dantas do Amorim Torres                                         |                      | Líderes e mártires da Conjuração Baiana. | 12.391 | 2011 | [ 22 ]                       |
| 21 | Mário Martins de Almeida,                                             |                      | Mártires da Revolução Constitucionalista de 1932 | 12.430 | 2011 | [ 23 ]                       |
| 21 | Euclides Bueno Miragaia                                               |                      | Mártires da Revolução Constitucionalista de 1932 | 12.430 | 2011 | [ 23 ]                       |
| 21 | Dráusio Marcondes de Sousa                                            |                      | Mártires da Revolução Constitucionalista de 1932 | 12.430 | 2011 | [ 23 ]                       |
| 21 | Antônio Américo Camargo de Andrade                                    |                      | Mártires da Revolução Constitucionalista de 1932 | 12.430 | 2011 | [ 23 ]                       |
| 22 | Júlio César Ribeiro de Sousa                                          |                      | Escritor, Inventor e balonista | 12.446 | 2011 | [ 24 ]                       |
| 23 | Soldados da borracha                                                  | Soldados da borracha | Seringueiros responsáveis por extrair borracha para abastecer as forças aliadas na Segunda Guerra Mundial.                                            | 12.447 | 2011 | [ 25 ]                       |
| 24 | Heitor Villa-Lobos                                                    |                      | Compositor modernista | 12.455 | 2011 | [ 26 ]                       |
| 25 | Domingos José Martins                                                 |                      | Líder da Revolução Pernambucana. | 12.488 | 2011 | [ 27 ]                       |
| 26 | José Maria da Silva Paranhos Júnior Barão do Rio Branco               |                      | Diplomata e ex-ministro das Relações Exteriores | 12.502 | 2011 | [ 28 ]                       |
| 27 | Roberto Landell de Moura                                              |                      | Padre e pioneiro da telecomunicação | 12.614 | 2012 | [ 29 ]                       |
| 28 | Ana Maria de Jesus Ribeiro vulgo Anita Garibaldi                      |                      | Líder da Revolução Farroupilha e esposa de Giuseppe Garibaldi.                                                                                        | 12.615 | 2012 | [ 30 ] [ nota 6 ]            |
| 29 | Francisco Barreto de Meneses                                          |                      | Líderes luso-brasileiros na Guerra Luso-Holandesa | 12.701 | 2012 | [ 31 ] [ nota 7 ] [ nota 8 ] |
| 29 | João Fernandes Vieira                                                 |                      | Líderes luso-brasileiros na Guerra Luso-Holandesa | 12.701 | 2012 | [ 31 ] [ nota 7 ] [ nota 8 ] |
| 29 | André Vidal de Negreiros                                              |                      | Líderes luso-brasileiros na Guerra Luso-Holandesa | 12.701 | 2012 | [ 31 ] [ nota 7 ] [ nota 8 ] |
| 29 | Henrique Dias                                                         |                      | Líderes luso-brasileiros na Guerra Luso-Holandesa | 12.701 | 2012 | [ 31 ] [ nota 7 ] [ nota 8 ] |
| 29 | António Filipe Camarão                                                |                      | Líderes luso-brasileiros na Guerra Luso-Holandesa | 12.701 | 2012 | [ 31 ] [ nota 7 ] [ nota 8 ] |
| 29 | Antônio Dias Cardoso                                                  |                      | Líderes luso-brasileiros na Guerra Luso-Holandesa | 12.701 | 2012 | [ 31 ] [ nota 7 ] [ nota 8 ] |
| 30 | Joaquim Aurélio Barreto Nabuco de Araújo                              |                      | Político, jurista e abolicionista | 12.988 | 2014 | [ 32 ]                       |
| 31 | Bárbara Pereira de Alencar                                            |                      | Líder da Revolução Pernambucana e da Confederação do Equador                                                                                          | 13.056 | 2014 | [ 33 ] [ nota 9 ]            |
| 32 | Cândido Mariano da Silva Rondon                                       |                      | Militar e indigenista. Fundador do Serviço de Proteção ao Índio e patrono da comunicação do Exército Brasileiro                                       | 13.141 | 2015 | [ 34 ]                       |
| 33 | Ruy Barbosa de Oliveira                                               |                      | Político, diplomata e jurista. | 13.162 | 2015 | [ 35 ]                       |
| 34 | Leonel de Moura Brizola                                               |                      | Engenheiro e político. Ex-governador do Rio Grande do Sul e do Rio de Janeiro. Líder da Campanha da Legalidade                                        | 13.229 | 2015 | [ 36 ]                       |
| 35 | Clara Filipa Camarão                                                  |                      | Indígena potiguara. Heroína da Guerra Luso-Holandesa                                                                                                  | 13.422 | 2017 | [ 37 ] [ nota 10 ]           |
| 36 | Antônia Alves Feitosa vulgo "Jovita Feitosa"                          |                      | Militar e heroína da Guerra do Paraguai. | 13.423 | 2017 | [ 38 ]                       |
| 37 | Zuleika Angel Jones vulgo "Zuzu Angel"                                |                      | Estilista e ativista contra a ditadura militar brasileira                                                                                             | 13.433 | 2017 | [ 39 ]                       |
| 38 | Francisco José do Nascimento vulgo "Dragão do Mar"                    |                      | Jangadeiro e abolicionista | 13.468 | 2017 | [ 40 ]                       |
| 39 | Joaquim Maria Machado de Assis                                        |                      | Escritor realista. Autor de Memórias Póstumas de Brás Cubas,Quincas Borba, Dom Casmurro entre outros.                                                 | 13.558 | 2017 | [ 41 ]                       |
| 40 | Antônio Carlos Gomes                                                  |                      | Maestro. Compositor da ópera Il Guarany entre outras                                                                                                  | 13.579 | 2017 | [ 42 ]                       |
| 41 | João Pedro Teixeira                                                   |                      | Camponês e militante assassinado pela ditadura militar brasileira.                                                                                    | 13.598 | 2018 | [ 43 ]                       |
| 42 | José Feliciano Fernandes Pinheiro Visconde de São Leopoldo            |                      | Escritor e historiador. Fundador do Instituto Histórico e Geográfico Brasileiro                                                                       | 13.599 | 2018 | [ 44 ]                       |
| 43 | Martim Soares Moreno                                                  |                      | Militar português. Fundador da cidade de Fortaleza | 13.613 | 2018 | [ 45 ]                       |
| 44 | Euclides Rodrigues Pimenta da Cunha                                   |                      | Escritor. Autor de Os Sertões | 13.622 | 2018 | [ 46 ]                       |
| 45 | Luís Gonzaga Pinto da Gama                                            |                      | Abolicionista e Advogado | 13.628 | 2018 | [ 48 ]                       |
| 46 | Joaquim Francisco da Costa vulgo "Irmão Joaquim"                      |                      | Padre católico e filantropo | 13.623 | 2018 | [ 49 ]                       |
| 47 | Maria Quitéria de Jesus                                               |                      | Militar e heroína da Guerra da Independência do Brasil                                                                                                | 13.697 | 2018 | [ 50 ]                       |
| 47 | Joana Angélica de Jesus                                               |                      | Religiosa e mártir da Guerra da Independência do Brasil                                                                                               | 13.697 | 2018 | [ 50 ]                       |
| 47 | Maria Filipa de Oliveira                                              |                      | Heroína da Guerra da Independência do Brasil | 13.697 | 2018 | [ 50 ]                       |
| 47 | João Francisco de Oliveira vulgo João das Botas                       |                      | Militar e herói da Guerra da Independência do Brasil                                                                                                  | 13.697 | 2018 | [ 50 ]                       |
| 48 | Miguel Arraes de Alencar                                              |                      | Político e ex-governador de Pernambuco. Ativista contra a ditadura militar brasileira                                                                 | 13.719 | 2018 | [ 51 ]                       |
| 49 | Juscelino Kubitschek de Oliveira                                      |                      | Político e médico. 21.º Presidente do Brasil | 13.766 | 2018 | [ 52 ]                       |
| 50 | Ulysses Silveira Guimarães                                            |                      | Político e presidente da Assembleia Nacional Constituinte de 1987                                                                                     | 13.815 | 2019 | [ 53 ]                       |
| 51 | Dandara vulgo Dandara dos Palmares                                    |                      | Quilombola e esposa de Zumbi dos Palmares | 13.816 | 2019 | [ 54 ] [ nota 11 ]           |
| 51 | Luísa Mahin                                                           |                      | Ex-escravizada e participante da Revolta dos Malês. Mãe de Luís Gama                                                                                  | 13.816 | 2019 | [ 54 ] [ nota 11 ]           |
| 52 | Antônio Vicente Mendes Maciel vulgo "Antonio Conselheiro"             |                      | Sertanejo e líder do Arraial de Canudos | 13.829 | 2019 | [ 55 ]                       |
| 53 | Nelson de Sousa Carneiro                                              |                      | Político. Autor da emenda constitucional que institui o divórcio.                                                                                     | 13.852 | 2019 | [ 56 ]                       |
| 54 | Tobias Barreto de Menezes                                             |                      | Escritor e filósofo. Fundador do condoreirismo | 13.927 | 2019 | [ 57 ]                       |
| 55 | Osvaldo Euclides de Sousa Aranha                                      |                      | Político e diplomata. Ex-Ministro da Relações Exteriores e ex-presidente da Assembleia Geral das Nações Unidas                                        | 13.991 | 2020 | [ 58 ]                       |
| 56 | Francisco Cândido Xavier vulgo "Chico Xavier"                         |                      | Médium e filantropo | 14.201 | 2021 | [ 59 ]                       |
| 57 | Adolfo Bezerra de Menezes Cavalcanti vulgo "Bezerra de Menezes"       |                      | Médico, político e escritor. Conhecido como expoente do Espiritismo e por seus atos de filantropia                                                    | 4.323  | 2021 | [ 60 ]                       |
| 58 | Nise Magalhães da Silveira                                            |                      | Médica, psiquiatra e ativista antimanicomial | 14.401 | 2022 | [ 61 ] [ nota 12 ]           |
| 59 | Marcílio Dias                                                         |                      | Marinheiro. Herói da Guerra do Paraguai e da Batalha de Riachuelo.                                                                                    | 14.471 | 2022 | [ 62 ]                       |
| 60 | Antonieta de Barros                                                   |                      | Jornalista, professora e política. Primeira deputada negra do Brasil.                                                                                 | 14.518 | 2023 | [ 63 ]                       |
| 61 | Zilda Arns Neumann                                                    |                      | Médica, pediatra e sanitarista. Fundadora da Pastoral da Criança e da Pastoral da Pessoa Idosa.                                                       | 14.552 | 2023 | [ 64 ]                       |
| 62 | Jaime Nelson Wright                                                   |                      | Pastor presbiteriano. Defensor dos direitos humanos durante a ditadura militar brasileira                                                             | 14.573 | 2023 | [ 65 ]                       |
| 63 | Adhemar Ferreira da Silva                                             |                      | Atleta. Primeiro sul-americano bi-campeão olímpico em eventos individuais                                                                             | 14.575 | 2023 | [ 66 ]                       |
| 64 | Maria Rita de Sousa Brito Lopes Pontes vulgo "Santa Dulce dos Pobres" |                      | Religiosa e santa católica | 14.584 | 2023 | [ 67 ]                       |
| 65 | Laudelina de Campos Melo                                              |                      | Sindicalista atuante na luta pelos direitos dos trabalhadores domésticos no Brasil.                                                                   | 14.635 | 2023 | [ 68 ]                       |
| 66 | Margarida Alves                                                       |                      | Sindicalista e camponesa. Morta por assassinos de aluguel contratados por latifundiários                                                              | 14.649 | 2023 | [ 69 ] [ 70 ]                |
| 67 | Cícero Romão Batista vulgo "Padre Cícero"                             |                      | Religioso e Taumaturgo. Servo de Deus da Igreja Católica                                                                                              | 14.693 | 2023 | [ 71 ]                       |
| 68 | Maria Beatriz Nascimento                                              |                      | Historiadora feminista negra. Fundadora do Grupo de Trabalho André Rebouças na Universidade Federal Fluminense                                        | 14.712 | 2023 | [ 72 ] [ 73 ]                |
| 69 | Luiz Gonzaga do Nascimento                                            |                      | Músico. Considerado o "Rei do Baião" | 14.793 | 2024 | [ 74 ]                       |
| 70 | Lanceiros Negros                                                      |                      | Homens escravizados que lutaram na Revolução Farroupilha                                                                                              | 14.795 | 2024 | [ 75 ]                       |
| 71 | Dorina de Gouvêa Nowill                                               |                      | Educadora e ativista dos direitos das pessoas com deficiência                                                                                         | 14.796 | 2024 | [ 76 ]                       |
| 72 | Abdias do Nascimento                                                  |                      | Poeta, ator, escritor, dramaturgo, artista plástico, professor universitário, político e ativista dos direitos civis e humanos das populações negras. | 14.800 | 2024 | [ 77 ]                       |
| 73 | César Lattes                                                          |                      | Físico, um dos fundadores do Conselho Nacional de Desenvolvimento Científico e Tecnológico.                                                           | 14.839 | 2024 | [ 78 ]                       |
| 74 | Eduardo Campos                                                        |                      | Economista, governador de Pernambuco e Ministro de Estado da Ciência e Tecnologia do Brasil.                                                          |        | 2024 | [ 79 ]                       |
| 75 | Darcy Ribeiro                                                         |                      | Antropólogo, historiador, sociólogo, escritor e político brasileiro, conhecido por seu foco em relação aos povos indígenas e à educação no país.      | 15.020 | 2024 | [ 80 ]                       |

## Candidatos
| Candidato                                                   | Imagem | Notas | Projeto de Lei | Projeto de Lei              | Proponente                                                                       | Referências e notas |
| Candidato                                                   | Imagem | Notas | Nº             | Ano                         | Proponente                                                                       | Referências e notas |
| ----------------------------------------------------------- | --- | --- | -------------- | --------------------------- | -------------------------------------------------------------------------------- | ------------------- |
| As vítimas do acidente do lançamento do VLS-1, em Alcântara | As vítimas do acidente do lançamento do VLS-1, em Alcântara | As vítimas do acidente do lançamento do VLS-1, em Alcântara | 1848           | 2003                        | Marcelo Ortiz (PV - SP)                                                          | [ 81 ]              |
| Sérgio Vieira de Melo                                       | | Diplomata e ex-alto-comissário das Nações Unidas para os Direitos Humanos. Morto em atentado terrorista da Al-Qaeda.                                                                                     | 1782           | 2003                        | Alberto Fraga (PMDB - DF)                                                        | [ 82 ]              |
| Vital Brasil Mineiro da Campanha                            | | Médico e Cientista. Fundador do Instituto Butantan | 1604           | 2003                        | Elimar Damasceno (PRONA - SP)                                                    | [ 83 ]              |
| Osvaldo Gonçalves Cruz                                      | | Médico e Sanitarista. | 1494           | 2003                        | Elimar Damasceno (PRONA - SP)                                                    | [ 84 ]              |
| João Batista Mascarenhas de Morais                          | | Militar e comandante da Força Expedicionária Brasileira na Segunda Guerra Mundial | 1295           | 2003                        | Elimar Damasceno (PRONA - SP)                                                    | [ 85 ]              |
| José Vieira Couto de Magalhães                              | | Militar e escritor | 954            | 2003                        | Elimar Damasceno (PRONA - SP)                                                    | [ 86 ]              |
| João Cândido Felisberto                                     | | Militar e líder da Revolta da Chibata | 5874           | 2005                        | Elimar Damasceno (PRONA - SP)                                                    | [ 87 ]              |
| Mário Kozel Filho                                           | | Soldado morto durante ação da Vanguarda Popular Revolucionária | 5508           | 2005                        | Elimar Damasceno (PRONA - SP) Jair Bolsonaro (PP - RJ)                           | [ 88 ]              |
| Eduardo Francisco Nogueira Angelim                          | | Líder da Revolta dos Cabanos | 7311           | 2006                        | Socorro Gomes (PCdoB - PA)                                                       | [ 89 ]              |
| Eduardo Gomes                                               | | Militar da aeronáutica. Fundador do Correio Aéreo Nacional | 6918           | 2006                        | Leandro Vilela (PMDB - GO)                                                       | [ 90 ]              |
| Joaquim Xavier Curado Conde de São João das Duas Barras     | | Militar luso-brasileiro. Líder na Guerra hispano-portuguesa de 1776 e 1777 | 6917           | 2006                        | Leandro Vilela (PMDB - GO)                                                       | [ 91 ]              |
| José Gomes Pinheiro Machado                                 | | Senador, formulador da "política dos governadores" | 33             | 2009                        | Sérgio Zambiasi (PTB - RS)                                                       | [ 92 ]              |
| Ajuricaba                                                   | | Líder indígena manaó. Líder da resistência contra a colonização portuguesa | PLS 202        | 2010                        | Arthur Virgílio Neto (PSDB - AM)                                                 | [ 93 ]              |
| Francisco Xavier da Veiga Cabral                            | | Militar e líder contra a Intrusão Francesa no Amapá | PLS 707        | 2015                        | Randolfe Rodrigues (REDE - AP)                                                   | [ 94 ]              |
| Ayrton Senna da Silva                                       | | Automobilista e tri-campeão de Fórmula 1 | 4368           | 2016                        | Eduardo Bolsonaro (PSC - SP)                                                     | [ 95 ]              |
| Dona Isabel do Brasil Princesa Imperial do Brasil           | | Princesa Imperial do Brasil. Filha de D. Pedro II | 6405           | 2016                        | Maria Gorete Pereira (PL - CE)                                                   | [ 96 ] [ nota 13 ]  |
| Enéas Ferreira Carneiro                                     | | Médico cardiologista, físico e político | 7699           | 2017                        | Eduardo Bolsonaro (PSC - SP) Jair Bolsonaro (PSC - RJ)                           | [ 97 ]              |
| Carlos Duarte Costa                                         | | Bispo da Igreja Católica Brasileira e defensor da Revolução Constitucionalista de 1932 | [ nota 14 ]    | 2020                        | Yuri T.                                                                          | [ 99 ]              |
| Dom Pedro II do Brasil                                      | | Segundo e último Imperador do Brasil. | 8259           | 2017                        | André Amaral (PMDB - PB)                                                         | [ 100 ]             |
| Dom Pedro II do Brasil                                      | 2436 | Segundo e último Imperador do Brasil. | 2021           | Caroline De Toni (PSL - SC) | [ 101 ] [ nota 15 ]                                                              |                     |
| Dona Maria Leopoldina de Áustria                            | | Imperatriz Consorte do Brasil. Esposa de D. Pedro I | 6405           | 2016                        | Jorge Kajuru (Cidadania - GO)                                                    | [ 102 ] [ nota 16 ] |
| Olavo Luiz Pimentel de Carvalho                             | | Escritor, polemista e influenciador digital | 90             | 2022                        | Carla Zambelli (PL - SP)                                                         | [ 103 ]             |
| Olavo Luiz Pimentel de Carvalho                             | 95 | Escritor, polemista e influenciador digital | 2022           | Bia Kicis (PSL - DF)        | [ 104 ]                                                                          |                     |
| Edson Arantes do Nascimento vulgo "Pelé"                    | | Futebolista e ex-ministro do Esporte. Considerado o maior atleta de todos os tempos | 10             | 2023                        | Sidney Leite (PSD - AM)                                                          | [ 105 ]             |
| Paulo Benjamin de Oliveira vulgo "Paulo da Portela"         | | Sambista e fundador do Grêmio Recreativo Escola de Samba Portela | 2533           | 2023                        | Talíria Petrone (PSOL-RJ)                                                        | [ 106 ]             |
| Hélder Pessoa Câmara                                        | | Bispo católico e ativista pelos direitos humanos durante a ditadura militar brasileira | 3716           | 2023                        | Fernando Dueire (MDB - PE)                                                       | [ 107 ]             |
| Camisas Negras                                              | Futebolistas do elenco do Club de Regatas Vasco da Gama do ano de 1923, sendo os campeões cariocas daquele ano, com um elenco multirracial formado por negros e brancos, oriundos das classes populares. | Futebolistas do elenco do Club de Regatas Vasco da Gama do ano de 1923, sendo os campeões cariocas daquele ano, com um elenco multirracial formado por negros e brancos, oriundos das classes populares. | 2981           | 2023                        | Tarcísio Motta, Chico Alencar, Talíria Petrone, Pastor Henrique Vieira (PSOL-RJ) | [ 108 ]             |